# Karl Gustav Himly
Karl Gustav Himly, född 30 april 1772 i Braunschweig, död 22 mars 1837 i Göttingen (drunkning), var en tysk oftalmolog.
Himly blev 1795 professor i medicin i Braunschweig och 1803 i Göttingen. Han var den förste, som införde oftalmologin såsom ett särskilt läroämne. Tillsammans med Johann Adam Schmidt utgav han tidskriften "Ophtalmologische Bibliothek" (1801-07) och tillsammans med Christoph Wilhelm Hufeland "Journal für praktische Heilkunde" (1809-14). Han drunknade i floden Leine.